# Kukkala trispinifrons
Kukkala trispinifrons is een hooiwagen uit de familie Assamiidae.